# Ostereidet
Ostereidet ist ein Ort im Osten der Kommune Alver im Fylke Vestland. Der Ort liegt am Nordufer des Osterfjords. Die Europastraße 39 führt durch den Norden von Ostereidet. Die Fv394 führt in Richtung Norden nach Askeland.

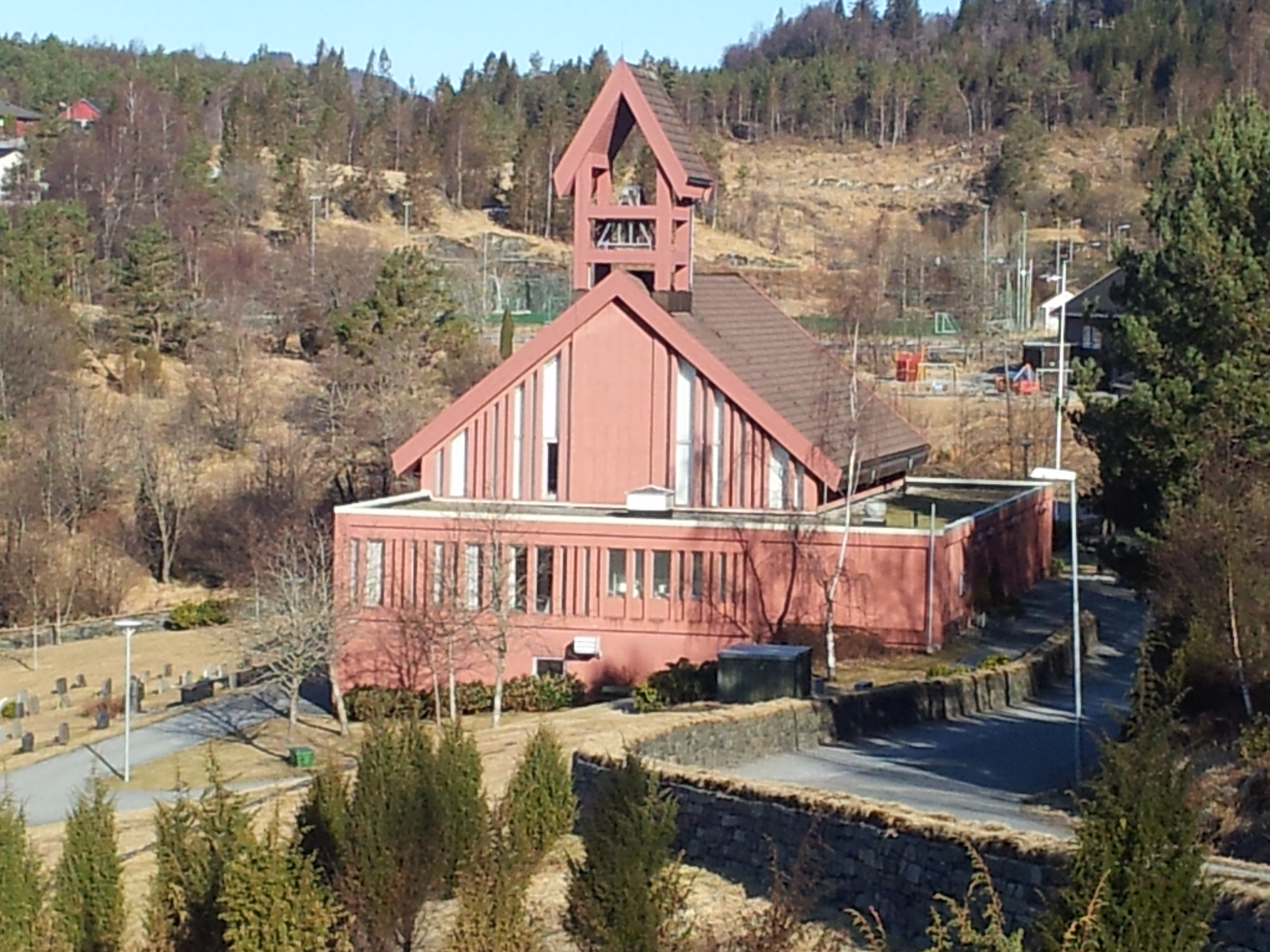
Kirche von Ostereidet

In Ostereidet gibt es eine Grundschule, eine Kirche und eine Gaststätte. Die rote, aus Beton gebaute Kirche wurde vom Architekten Bengt Suleng entworfen und am 18. Dezember 1988 eingeweiht. Sie bietet 350 Menschen Platz.